# گربه روی شیروانی داغ (فیلم ۱۹۸۴)
گربه روی شیروانی داغ (انگلیسی: Cat on a Hot Tin Roof (1984 film)) یک فیلم محصول سال ۱۹۸۴ است.